# Palau dels Soviets

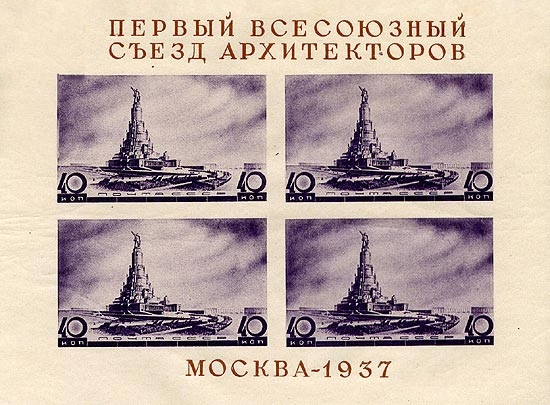
Segells soviètics del 1937 amb el projectat palau dels Soviets

El Palau dels Soviets va ser un projecte per construir un centre de convencions polítiques a Moscou al lloc de la demolida catedral de Crist Salvador. La funció principal del palau era albergar les sessions del Soviet Suprem en la seva gran sala de 130 metres d'ample i 100 metres d'alçada amb capacitat per a més de 20.000 persones. Si s'hagués construït, el palau de 416 metres d'altura s'hauria convertit en l'estructura més alta del món, amb un volum intern que supera els volums combinats dels sis gratacels americans més alts. Això era especialment important per a l'estat soviètic amb finalitats propagandístiques.
El comitè per la construcció del palau va convocar un concurs internacional d'arquitectura a començament dels anys 1930, algun dels dissenys destacats foren els de Le Corbusier, Walter Gropius i Boris Iofan, aquest darrer fou el disseny guanyador.
La construcció del palau va ser aturada per l'esclat de la Segona Guerra Mundial, i ja no es va reprendre.